# پاتان (فیلم)
پاتان (به انگلیسی: Pathaan) فیلم اکشن و دلهره‌آور هندی محصول ۲۰۲۳ به کارگردانی سیدهارت آناد و نویسندگی شریدار راگاوان و عباس تیروالا، برگرفته از داستانی از آناد است. این چهارمین قسمت از دنیای جاسوسی یاش راج فیلمز با بازی شاهرخ خان، دیپیکا پادوکونه، جان آبراهام، دیمپل کاپادیا و اشوتوش رانا است. در این فیلم، «پاتان» یک مأمور تبعیدی «RAW» با یک مأمور آی‌اس‌آی به نام «روبینا محسن» همکاری می‌کند تا جلوی یک مأمور سابق «RAW» به نام «جیم» را بگیرد که قصد دارد یک ویروس مرگبار تولیدشده در آزمایشگاه را در سراسر هند منتشر کند.
پاتان توسط آدیتیا چوپرا از یاش راج فیلمز تولید شده‌است، و تصویربرداری اصلی در نوامبر ۲۰۲۰ در بمبئی آغاز شد و در لوکیشن‌های مختلفی در کشورهای هند، افغانستان، اسپانیا، امارات، ترکیه، روسیه، ایتالیا و فرانسه ادامه داده‌شد. دو ترانهٔ اصلی توسط ویشال-شخار ساخته شدند، و موسیقی متن فیلم را سانچیت بالهارا و آنکیت بالهارا ارائه کردند. این فیلم با بودجه تولید ۲۲۵ کرور (۲۸ میلیون دلار) ساخته شده‌است که علاوه بر آن ۱۵ کرور (۱٫۹ میلیون دلار) صرف هزینه چاپ و تبلیغات شد. برخلاف معمول، تبلیغاتِ پیش از انتشار بدون هیچ‌گونه تعامل رسانه‌ای یا رویدادهای عمومی انجام پذیرفت.
پاتان در ۲۵ ژانویه ۲۰۲۳ همزمان با آخر هفته روز جمهوری در هند اکران شد و به‌طور کلی نقدهای مطلوبی از سوی منتقدان دریافت کرد، که از سکانس‌های اکشن، موسیقی متن و اجرای بازیگران تمجید کردند. این فیلم در مجموع ۱٫۰۵۰٫۳ کرور روپیه (۱۳۰ میلیون دلار) در سراسر جهان فروش داشته‌است، که تبدیل به رتبه دوم پرفروش‌ترین فیلم هندی سال ۲۰۲۳، سومین فیلم پرفروش تمام دوران در بالیوود، ششمین فیلم پرفروش هندی تمام دوران گردید

## داستان
در سال ۲۰۱۹، دولت هند ماده ۳۷۰ قانون اساسی هند که وضعیت ویژه‌ای را برای جامو و کشمیر اعطا کرده‌ است، لغو می‌ کند. این خبر روی ژنرال سرطان‌ زدهٔ ارتش پاکستان به نام قادر تأثیر می‌ گذارد که تصمیم می‌ گیرد از هند انتقام بگیرد. او با جیم، که رهبری یک سازمان تروریستی خصوصی به نام «Outfit X» را بر عهده دارد، قرارداد امضا می‌کند. در همین حال، پتان، یک مأمور سابق شاخه تحقیقات و تحلیل (اختصاری RAW)، و افسر ارشدش ناندینی گروال، واحدی به نام «عملیات مشترک و تحقیقات مخفی» (JOCR) باز می‌کنند تا مأموران سابق RAW را که به دلیل آسیب‌دیدگی یا جراحت گذشته مجبور به بازنشستگی شده‌اند، استخدام کنند.
سرهنگ سونیل لوترا، پتان و تیمش به دبی می‌روند تا از برنامه‌های «Outfit X» برای حمله به رئیس‌جمهور هند در یک کنفرانس علمی جلوگیری کنند. با این حال، آنها متوجه می‌شوند که نقشهٔ واقعی تروریست‌ها ربودن دو دانشمند به نام‌های دکتر فاروقی و دکتر سهانی می‌باشد، و همچنین اطلاعاتی که در مورد حملهٔ قریب‌الوقوع به رئیس‌جمهور دریافت کرده‌اند، حقه‌ای برای گمراه‌کردن آنها بوده‌است. جیم به کاروان دانشمندان حمله می‌کند و پتان سعی می‌کند او را متوقف کند؛ جیم در طی یک درگیری موفق می‌شود با دکتر سهانی فرار کند. در گزارشی که به آژانس ارائه می‌شود، لوترا فاش می‌کند که جیم یک مأمور سابق RAW و شریک کبیر ضالیوال بوده‌است که زمانی که تروریست‌های سومالیایی همسر و طفل متولدنشده‌اش را کشتند، آژانس با تروریست‌ها مذاکره نکرد و به این ترتیب نتوانست جسد او را پیدا کند، و جایزه ویر چاکرا را به خاطر شجاعتش دریافت کرد. او ظاهراً مرگ خود را جعل کرده بود تا از آژانس و کشور خود به خاطر نجات‌ندادن خانواده‌اش انتقام گیرد.
در همین حال، پتان اطلاعاتی در مورد رمزواژهٔ «رکت‌بیج» کسب می‌کند و همچنین اینکه افراد کشته‌شده در دبی مأموران سابق بوده‌اند و پول آنها از حساب روبینا «روبای» محسن، یک پزشک پاکستانی در اسپانیا، واریز شده‌است. او به اسپانیا سفر می‌کند و توسط مردان جیم اسیر می‌شود، جایی که او همچنین متوجه می‌شود که روبای یک مأمور سابق سازمان اطلاعات نظامی پاکستان است. وقتی جیم مخفیگاهش را ترک می‌کند، روبای به مردان او حمله می‌کند و با پتان فرار می‌کند. روبای فاش می‌کند که رکت‌بیج در مسکو قرار دارد، و سپس آن‌ها برای سرقت آن پیش از جیم به آنجا سفر می‌کنند. با این حال، روبای در نهایت به پتان خیانت می‌کند و او توسط پلیس روسیه دستگیر می‌شود. افشا می‌شود که جیم از روبای استفاده کرده تا پتان را وادار به ربودن رکت‌بیج کند. پتان اسیر می‌شود و با قطار به زندان برده می‌شود، اما آویناش «تایگر» سینگ راتور، او را نجات می‌دهد.
سه سال بعد، پتان به آفریقا سفر می‌کند و یکی از سرسپردگان جیم به نام راف را دستگیر می‌کند. او با ملاقات با ناندینی در مورد جیم و خرید دو موشک سابر اطلاع‌رسانی می‌کند، در حالی که ناندینی مکان روبای را در پاریس فاش می‌کند. پتان با روبای ملاقات می‌کند که اظهار دارد که رکت‌بیج یک ویروس جهش‌یافتهٔ آبله است که به زور توسط دکتر ساهانی اسیر به دستور جیم ساخته شده‌است. او همچنین در مورد خیانت به پتان احساس گناه می‌کند بدون اینکه بداند کشورش چنین حمله شنیع را طراحی خواهد کرد. آنها به آزمایشگاه جیم در سیبری سفر می‌کنند و موفق می‌شوند یک گوی حاوی ویروس را به سختی بازیابی کنند، در حالی که جیم با گوی دیگر فرار می‌کند. لوترا و ناندینی به آزمایشگاه جیم می‌رسند تا گوی را به مؤسسه بیماری‌های واگیر هند (IICD) برگردانند تا واکسنی برای آن بسازند. لوترا همچنین روبای را به دلیل داشتن وفاداری مشکوک و دستگیر می‌کند.
دکتر فاروقی در مرکز IICD گوی را به ناندینی نشان می‌دهد. جیم با آنها تماس می‌گیرد و فاش می‌کند که ویروس قبلاً در تمام مرکز از طریق گوی پخش شده‌است. دانشمندان آلوده به همراه ناندینی در مرکز با شلیک به خود می‌میرند تا از انتشار ویروس جلوگیری کنند؛ بعداً، تأسیسات در یک انفجار کنترل‌شده ویران می‌شود. جیم اولتیماتوم می‌دهد تا تمام سربازان هندی را ظرف ۲۴ ساعت از کشمیر خارج کنند. پتان در مورد محل موشک از راف بازجویی می‌کند و متوجه می‌شود که موشک قرار است در افغانستان منفجر شود. آنها پس از نجات روبای، همکاران جیم را به دام می‌اندازند و به پایگاه وی حمله می‌کنند. قدیر پیش از فعال‌کردن موشکِ حاوی ویروس توسط روبای کشته می‌شود. پتان با یک جت پک به تعقیب جیم می‌پردازد و هر دو در نهایت به یک کابین متروک سقوط می‌کنند.
در همین حال، روبای موشک را غیرفعال می‌کند، اما متوجه می‌شود که رکت‌بیج در داخل موشک نیست، بلکه در یک هواپیمای مسافربری است که در مسیر دهلی قرار دارد. او به پتان اطلاع می‌دهد که متوجه می‌شود جیم چاشنی منفجرکننده را در اختیار دارد. لوترا با مراقبت پرواز تماس می‌گیرد تا از فرود هواپیما در دهلی جلوگیری کند. پتان و جیم در کابین به طرز وحشیانه‌ای با هم می‌جنگند و در نتیجه کابین شروع به سُرخوردن از روی صخره می‌کند. پتان با وجود اینکه توسط جیم مورد ضربت چاقو قرار می‌گیرد، چاشنی را می‌دزدد، رکت‌بیج را غیرفعال می‌کند و جیم را از کابین بیرون می‌اندازد، زیرا پایه در شرف شکستن است. در حالی که جیم به سختی خود را روی تخته‌ای نگه می‌دارد، پتان نشان ویر چاکرای او را می‌گیرد و او را شایستهٔ آن نمی‌داند. او تخته‌ای را که جیم خود را روی آن نگه داشته بود، با پا می‌زند و می‌شکند، و در نتیجه جیم به مرگ ظاهری‌اش سقوط می‌کند. پس از آن، پتان به RAW بازگردانده می‌شود و به عنوان رئیس JOCR انتخاب می‌شود، در حالی که ناندینی پس از مرگ به دلیل شجاعتش، نشان ویر چاکرا را دریافت می‌کند.
در یک صحنه پس از تیتراژ، پتان و تایگر دیده می‌شوند که در مورد بازنشستگی فکر می‌کنند و مأموران جوانی را پیشنهاد می‌کنند که بتوانند جایگزین آنها شوند، اما در نهایت تصمیم می‌گیرند خودشان به مبارزه با تهدیدات ادامه دهند.

## بازیگران
- شاهرخ خان در نقش پتان، یک مأمور شاخه تحقیقات و تحلیل
- دیپیکا پادوکونه در نقش روبینا «روبای» محسن، مأمور سازمان اطلاعات نظامی پاکستان
  - گریس گیردار در نقش روبای جوان
- جان آبراهام در نقش جیم، رهبر «Outfit X» و عامل سابق RAW و شریک کبیر
- دیمپل کاپادیا در نقش ناندینی گروال، رئیس بخش عملیات مشترک و تحقیقات مخفی (JOCR)
- اشوتوش رانا در نقش سرهنگ سونیل لوترا
- پراکاش بلوادی در نقش دکتر سهانی
- پرم جانگیانی در نقش دکتر فاروقی
- شاجی چودری در نقش رضا، عضو «JOCR»
- اکتا کائول در نقش شوتا باجاج، هکر و عضو «JOCR»
- دیگانتا هازاریکا در نقش جوزف متیوز، تک‌تیرانداز و عضو «JOCR»
- ویراف پاتل در نقش ریشی آریا، تحلیلگر اطلاعاتی و عضو «JOCR»
- آکاش بهاتیجا در نقش آمل، عضو «JOCR»
- راجات کائول در نقش رافه، مرید جیم
- منیش ودهوا در نقش ژنرال قادر
- رومی خان در نقش مرید جیم
- مانسی تاکساک در نقش همسر جیم
- آشوتوش سینگ در نقش پدر روبای
- آمانپریت هوندال در نقش مادر روبای
- کیت سکویرا در نقش خلبان
- راکش ختری در نقش ناظر «ATC»
- مصطفی اکساری در نقش فاید
- نیکات خان در نقش سابا، مادررضاعی پتان
- سلمان خان در نقش آویناش سینگ «تایگر» راتور (حضور افتخاری)

## تولید
فیلمبرداری از فیلم در ۱۷ نوامبر ۲۰۲۰ در بمبئی آغاز شد. در ژانویه ۲۰۲۱، فیلمبرداری به دبی منتقل شد. برخی از سکانس‌های اکشن اصلی از جمله یک سکانس تعقیب و گریز طولانی در همان برنامه فیلمبرداری شدند. در ۱۲ آوریل ۲۰۲۱، پس از مثبت شدن آزمایش کووید ۱۹ برخی از اعضای فیلم، برنامه‌های بعدی فیلم به تعویق افتاد. فیلمبرداری در ۲۵ ژوئن ۲۰۲۱ از سر گرفته شد. بعدها، در جولای ۲۰۲۱، برنامه دیگری از فیلم آغاز شد. در فوریه ۲۰۲۲، تولید برای فیلمبرداری سکانس‌های اکشن از جمله خان، پادوکن و آبراهام به اسپانیا نقل مکان کرد. سپس فیلمبرداری در مایورکا و کادیز انجام شد. برنامه اسپانیا در مارس ۲۰۲۲ تکمیل شد و برنامه بمبئی در استودیو یاش راج در حین پایان فیلم تکمیل شد. در اکتبر ۲۰۲۲، فیلمبرداری مجدد و صحنه‌های اضافی تکمیل شد. این فیلم در چندین مکان در سراسر هند، افغانستان، اسپانیا، امارات متحده عربی، ترکیه، روسیه، ایتالیا و فرانسه فیلمبرداری شد.

### انتخاب بازیگران
شانو شارما مسئول انتخاب بازیگران بود. شاهرخ خان در سپتامبر ۲۰۲۰ برای بازی در این فیلم انتخاب شد. پادوکونه در نوامبر همان سال به پروژه ملحق شد، در حالی که آبراهام فهرست بازیگران اصلی را در ژوئن تکمیل کرد و به فیلمبرداری در شهر بمبئی پیوست. دیمپل کاپادیا در دسامبر ۲۰۲۰ به بازیگران پیوست، و حضور افتخاری سلمان خان در نوامبر ۲۰۲۰ تأیید شد که نقش خود را به عنوان آویناش سینگ راثور از دنیای جاسوسی وای‌آراِف تکرار می‌کند.

## بازخورد

### فروش گیشه

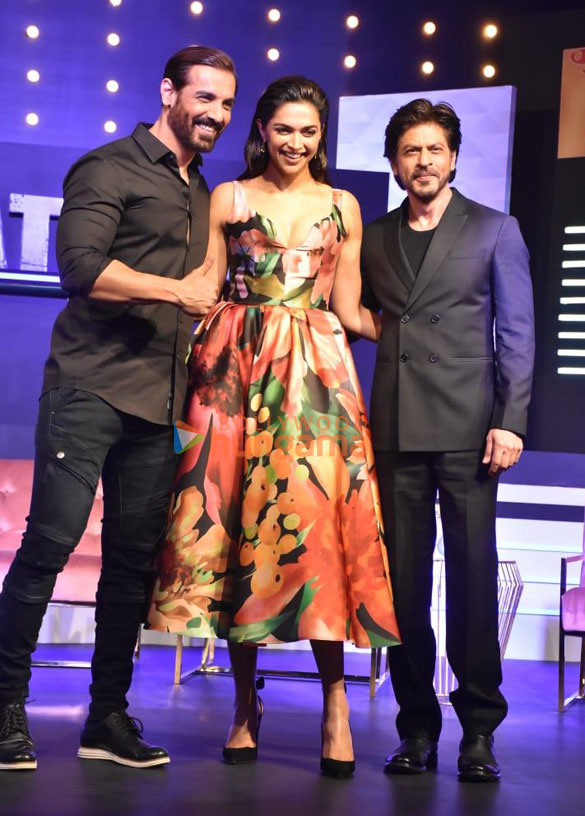
(راست به چپ) شاهرخ خان، دیپیکا پادوکونه و جان آبراهام در مراسمی به مناسبت موفقیت پتان در گیشه

پتان چندین رکورد افتتاحیه باکس آفیس را برای یک فیلم هندی شکست. در سطح جهانی، این اولین فیلم هندی با فروش ۱۳ میلیون دلار در روز نخست اکران شد. در سراسر جهان، این فیلم در دو روز نخست اکران از ۲۵ میلیون دلار عبور کرد، و در سه روز اول ۳۸ میلیون دلار و در چهار روز اول به ۵۰ میلیون دلار رسید، که تبدیل به سریع‌ترین فیلم هندی شده‌است که به این موفقیت دست یافته‌است. به این ترتیب رکوردهای قبلی که قبلاً در اختیار کی.جی.اف: بخش ۲ (۲۰۲۲) بود، شکسته شد. تا آخر هفته دوم، این اولین فیلم هندی اصلی شد که بیش از ۵۰ میلیون دلار در داخل کشور فروش داشته‌است، که از دنگل (۲۰۱۶) پیشی گرفت.

### پاسخ انتقادی
پتان نقدهای مثبتی از سوی منتقدان هندی دریافت کرد، که از سکانس‌های اکشن، موسیقی و اجرای بازیگران (به ویژه خان، پادوکونه و آبراهام) تمجید کردند. در وبگاه جمع‌آوری نقد راتن تومیتوز، ٪۸۵ از ۲۷ بررسی منتقدان مثبت است و میانگینِ امتیاز آن ۶٫۹/۱۰ است. اجماع این وبگاه چنین می‌نویسد: «ترکیبی کمی سردستی اما همچنان مست کننده از مواد گهگاهی متفاوت، پتان هیجان‌های اکشن فوق‌العاده‌ای را با زنگ‌ها و سوت‌های به سبک بالیوود ارائه می‌کند» این فیلم در متاکریتیک که از میانگین وزنی استفاده می‌کند، بر اساس نظر ۷ منتقدین امتیاز ۴۷ از ۱۰۰ را کسب کرده که نشان‌گر «نقدهای مختلط یا متوسط» است.
کت کلارک از گاردین به این فیلم ۳ از ۵ ستاره داد و نوشت: «این فیلم جاسوسی با سوخت بالا از هند احتمالاً سرگرم‌کننده‌ترین فیلمی است که می‌توانید در حال حاضر در سینما ببینید [...] با این حال، تشویق‌ها [در سالن سینما] همچنان دنبال داشتند به‌ویژه زمانی که سلمان خان در نقش تایگر، قهرمان یک فیلم قبلی در این مجموعه، وارد صحنه می‌شود، که بلندترین صدا در میان تماشاگران بود. برعکس، سایمون آبرامز از درپ آنرا «یک فیلم جاسوسی دلهره‌آور آماتور هندی که هرگز به خوبی اجرا نمی‌شود» تعریف کرد و در نهایت آنرا «از نظر مفهومی احمقانه و از نظر سیاسی مشکوک» دانست و رد کرد. اوون گلیبرمن از ورایتی نیز به همین ترتیب تحت تأثیر فیلم قرار نگرفت و احساس می‌کرد فیلم پرانرژی و پر جنب‌وجوش است، اما نوشت که ژانرهای مختلف ارائه‌شده در فیلم به شکلی نامرتب یا بی‌نظم و بدون قصد یا برنامهٔ مشخص روی هم چیده شده‌اند؛ او در نهایت از بازی ستاره‌های فیلم مخصوصاً خان و آبراهام تمجید کرد.